# Patia rhetes
Patia rhetes es una especie de mariposa, de la familia de las piérides, que fue descrita originalmente con el nombre de Leptalis rhetes, por Hewitson, en 1857, a partir de ejemplares procedentes de Colombia.

## Distribución
Patia rhetes tienen una distribución restringida a la región Neotropical y ha sido reportada en Bolivia, Colombia, Ecuador y Perú.